# Tepa (Ort, Opa)
Tepa ist ein osttimoresischer Ort im Suco Opa (Verwaltungsamt Lolotoe, Gemeinde Bobonaro).
Das Dorf liegt im Zentrum der Aldeia Tepa, auf einer Meereshöhe von 949 m. Es liegt an einer Straße, die die Aldeia in West-Ost-Richtung durchquert. Südwestlich liegt das Dorf Holak (Hollac, Raimea) und südöstlich die kleinen Siedlungen Tesigele und Gulumugun. Südlich liegt der Berg Tefawa (1275 m).
In Tepa befindet sich eine Grundschule.